# حلمی حلیم
حلمی حلیم (عربی: حلمي حليم؛ ۱ ژانویهٔ ۱۹۱۶ – ۱ ژانویهٔ ۱۹۷۱) کارگردان فیلم، و فیلم‌نامه‌نویس اهل مصر بود. او در سال ۱۹۵۵ احمد رمزی را وارد عرصه‌ی سینمای مصر کرد.